# Hamarøy
Hamarøy este o comună din provincia Nordland, Norvegia.